# Fußball-Club Bayern München Basketball 2013-2014
Questa voce raccoglie le informazioni riguardanti il Fußball-Club Bayern München Basketball nelle competizioni ufficiali della stagione 2013-2014.

## Stagione
La stagione 2013-2014 del Fußball-Club Bayern München Basketball è la 13ª nel massimo campionato tedesco di pallacanestro, la Basketball-Bundesliga.

## Roster
Aggiornato al 4 novembre 2022.
| Bayern München 2013-14 | Bayern München 2013-14 |
| Giocatori              | Staff tecnico          |
| ---------------------- | ---------------------- |

| N. | Naz.                                         | Ruolo | Nome               | Anno | Alt.   | Peso   |  |
| -- | -------------------------------------------- | ----- | ------------------ | ---- | ------ | ------ |  |
| 5  | Stati Uniti (bandiera)                       | AC    | Chevon Troutman    | 1981 | 202 cm | 109 kg |  |
| 6  | Germania (bandiera)                          | P     | Steffen Hamann (C) | 1981 | 191 cm | 85 kg  |  |
| 8  | Germania (bandiera)                          | P     | Heiko Schaffartzik | 1984 | 183 cm | 83 kg  |  |
| 9  | Stati Uniti (bandiera)                       | AG    | Deon Thompson      | 1988 | 204 cm | 108 kg |  |
| 10 | Germania (bandiera)                          | G     | Lucca Staiger      | 1988 | 196 cm | 93 kg  |  |
| 12 | Germania (bandiera)                          | A     | Robin Benzing      | 1989 | 210 cm | 106 kg |  |
| 14 | Bosnia ed Erzegovina (bandiera)              | GA    | Nihad Đedović      | 1990 | 196 cm | 86 kg  |  |
| 16 | Germania (bandiera)                          | A     | Paul Zipser        | 1994 | 203 cm | 100 kg |  |
| 23 | Stati Uniti (bandiera)                       | P     | Malcolm Delaney    | 1989 | 191 cm | 86 kg  |  |
| 24 | Stati Uniti (bandiera) · Germania (bandiera) | G     | Demond Greene      | 1979 | 186 cm | 86 kg  |  |
| 32 | Germania (bandiera)                          | C     | Yassin Idbihi      | 1983 | 208 cm | 107 kg |  |
| 41 | Serbia (bandiera)                            | AC    | Boris Savović      | 1987 | 210 cm | 105 kg |  |
| 44 | Stati Uniti (bandiera)                       | G     | Bryce Taylor       | 1986 | 195 cm | 92 kg  |  |
| 54 | Stati Uniti (bandiera)                       | C     | John Bryant        | 1987 | 211 cm | 120 kg |  |

| Allenatore                                                                                     |
| - Svetislav Pešić                                                                              |
| Assistente/i                                                                                   |
| - Philipp Köchling - Emir Mutapčić Legenda - (C) Capitano - (IN) Inattivo - Infortunato Roster |

## Mercato

### Sessione estiva
| Acquisti | Acquisti           | Acquisti        | Acquisti   | Acquisti |
| R.       | Nome               | da              | Modalità   |          |
| -------- | ------------------ | --------------- | ---------- | -------- |
| P        | Heiko Schaffartzik | Alba Berlino    | definitivo |          |
| G        | Lucca Staiger      | R. Ludwigsburg  | definitivo |          |
| C        | Yassin Idbihi      | Alba Berlino    | definitivo |          |
| P        | Malcolm Delaney    | Budivelnyk Kiev | definitivo |          |
| G        | Bryce Taylor       | Artland Dragons | definitivo |          |
| C        | John Bryant        | Ulma            | definitivo |          |
| AG       | Deon Thompson      | Alba Berlino    | definitivo |          |
| GA       | Nihad Đedović      | Alba Berlino    | definitivo |          |
| AC       | Boris Savović      | Stella Rossa    | definitivo |          |

| Cessioni | Cessioni             | Cessioni             | Cessioni       | Cessioni |
| R.       | Nome                 | a                    | Modalità       |          |
| -------- | -------------------- | -------------------- | -------------- | -------- |
| AP       | Brandon Thomas       | Indios Mayagüez      | fine contratto |          |
| C        | Jan Jagla            | Alba Berlino         | fine contratto |          |
| P        | Tyrese Rice          | Maccabi Tel Aviv     | fine contratto |          |
| AG       | Lawrence Roberts     | Darüşşafaka          | fine contratto |          |
| G        | Yotam Halperin       | H. Gerusalemme       | fine contratto |          |
| C        | Jared Homan          | Sptk. S. Pietroburgo | fine contratto |          |
| AG       | Aleksandar Nađfeji   | Tigers Tubinga       | fine contratto |          |
| C        | Bogdan Radosavljević | Tigers Tubinga       | fine contratto |          |